# Hlučín
Hlučín (deutsch Hultschin, polnisch Hluczyn) ist eine Stadt im Okres Opava in der Region Mährisch-Schlesien in Tschechien. Sie liegt zehn Kilometer nordwestlich von Ostrava und ist das Zentrum des Hultschiner Ländchens (Hlučínsko). 

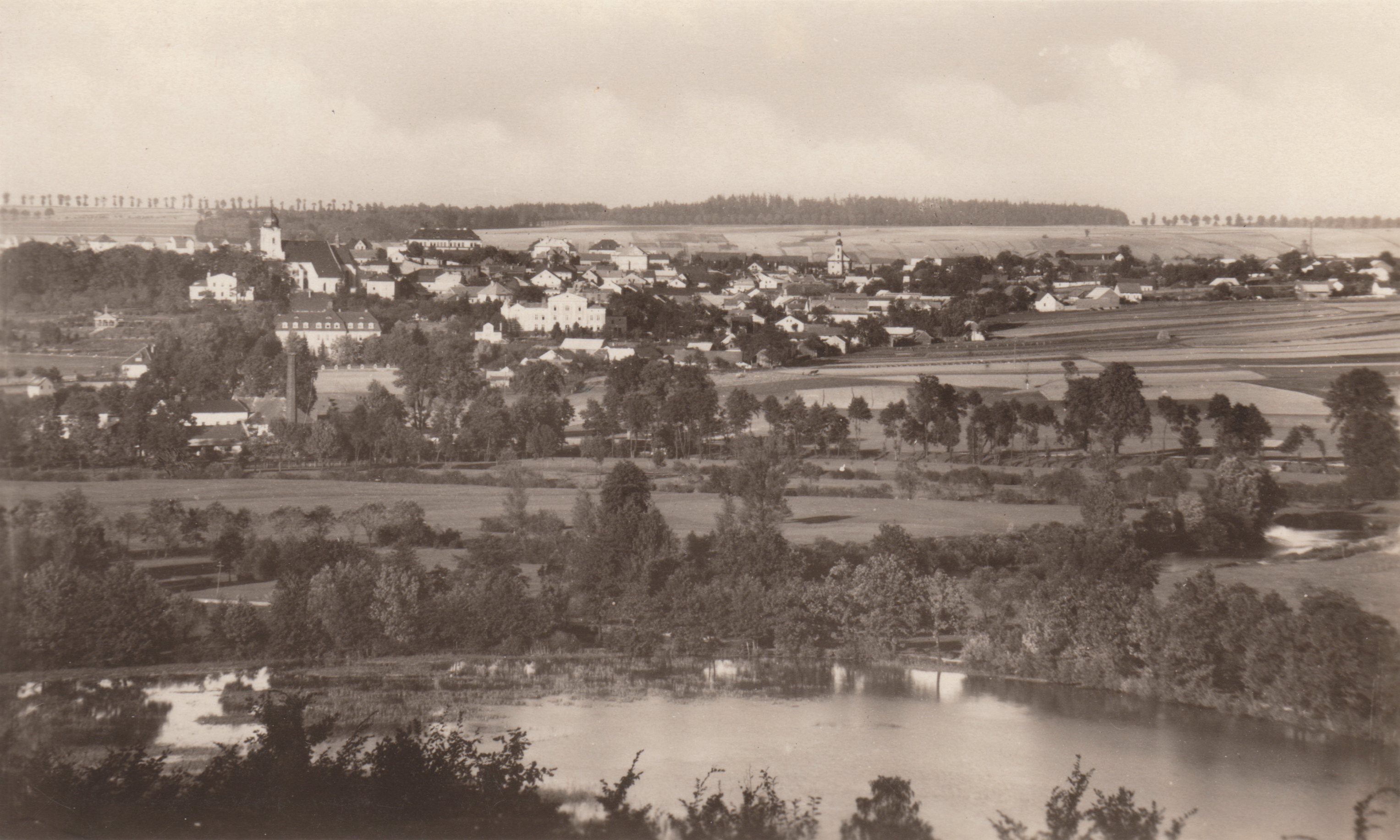
Hultschin von Südwesten (Ansichtskarte von 1938)

## Geographie
Hlučín befindet sich linksseitig der Opava (Oppa) – auf einem erhöhten Platz zwischen deren Zuflüssen Vařešinka und Jasénka – in der Hlučínská pahorkatina (Hultschiner Hügelland). Durch die Stadt führt die Staatsstraße I/56 zwischen Opava (Troppau) und Ostrava, die sich hier mit der Staatsstraße II/469 von Pustkovec (Puskowetz) nach Tworków (Tworkau) kreuzt. In Hlučín endet die Bahnstrecke Kravaře ve Slezsku–Hlučín. Am südwestlichen Stadtrand liegt der Baggersee Hlučínské jezero. Südlich erhebt sich die Vinná hora (Weinberg; 287 m. n.m.), im Osten der Na kopci (Große Berge; 263 m. n.m.).
Nachbargemeinden sind Vřesina (Wrzessin) und Darkovice (Groß Darkowitz) im Norden, Markvartovice (Markersdorf) im Nordosten, Ludgeřovice (Ludgierzowitz) im Osten, Ostrava im Südosten, Děhylov (Dielhau) im Süden, Dobroslavice (Dobroslawitz) im Südwesten, Háj ve Slezsku (Freiheitsau) im Westen sowie Kozmice (Kosmütz) im Nordwesten.

## Stadtgliederung

Karte von Hultschin (um 1750)

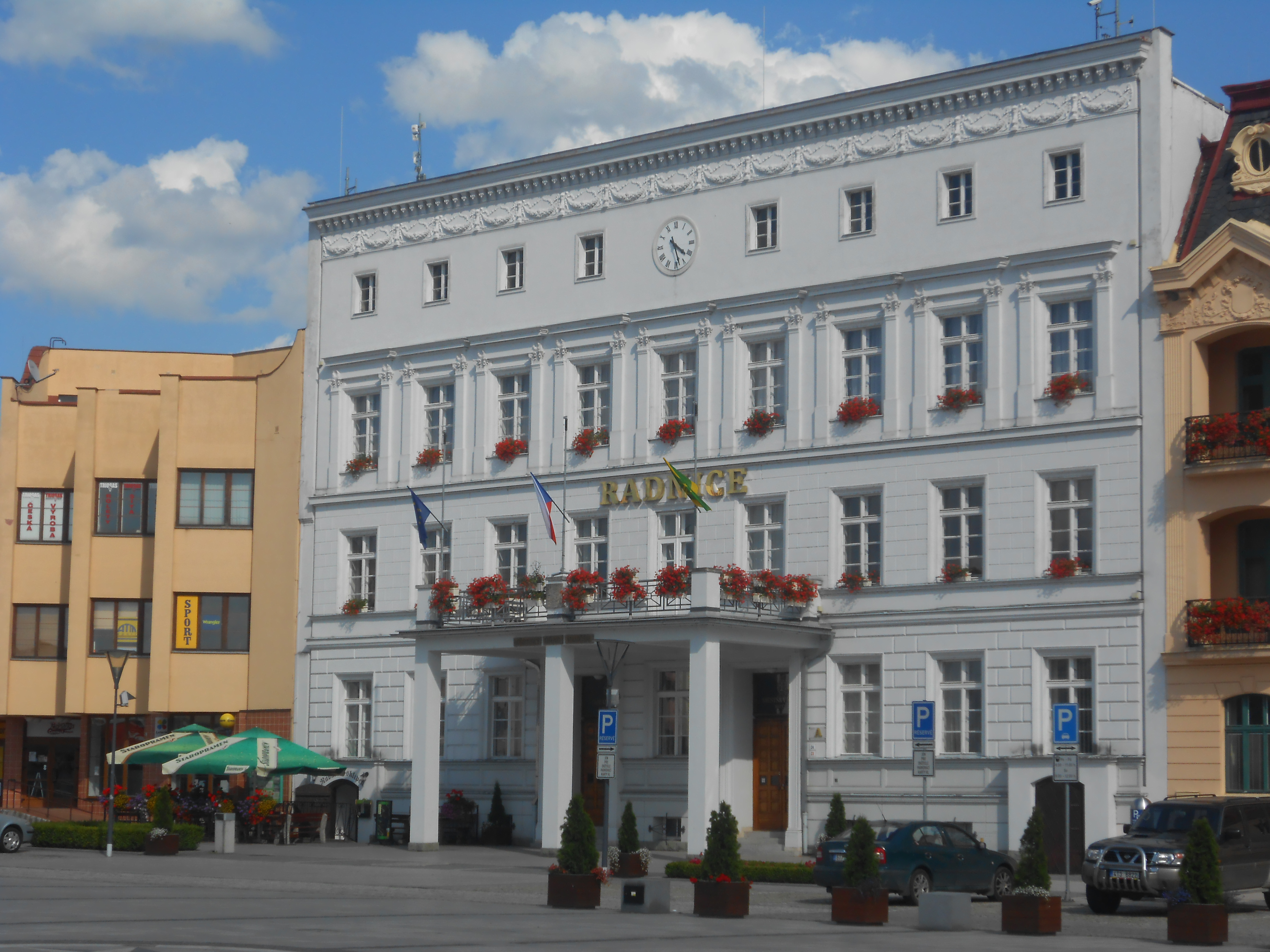
Rathaus

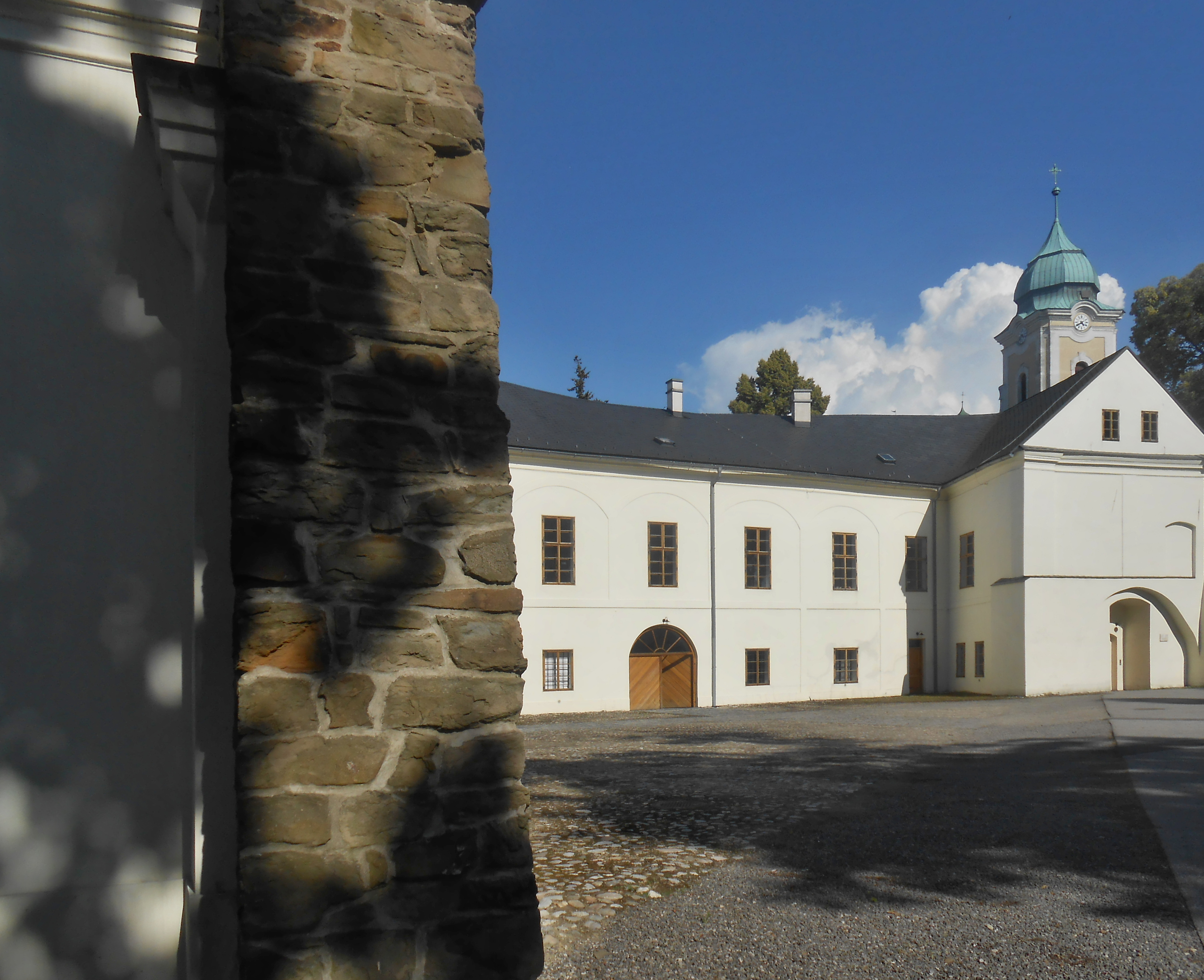
Schloss Hlučín

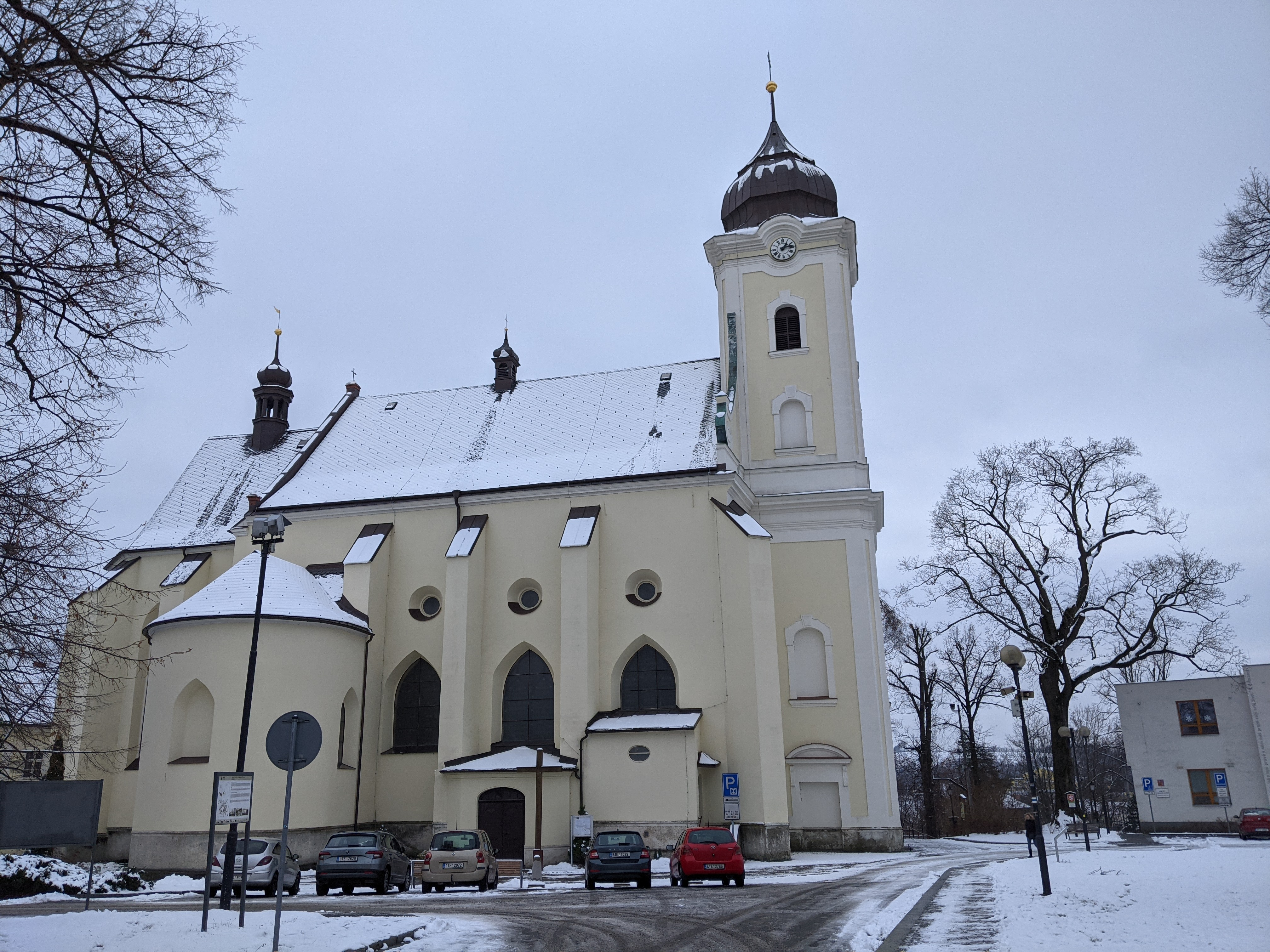
Kirche Johannes des Täufers

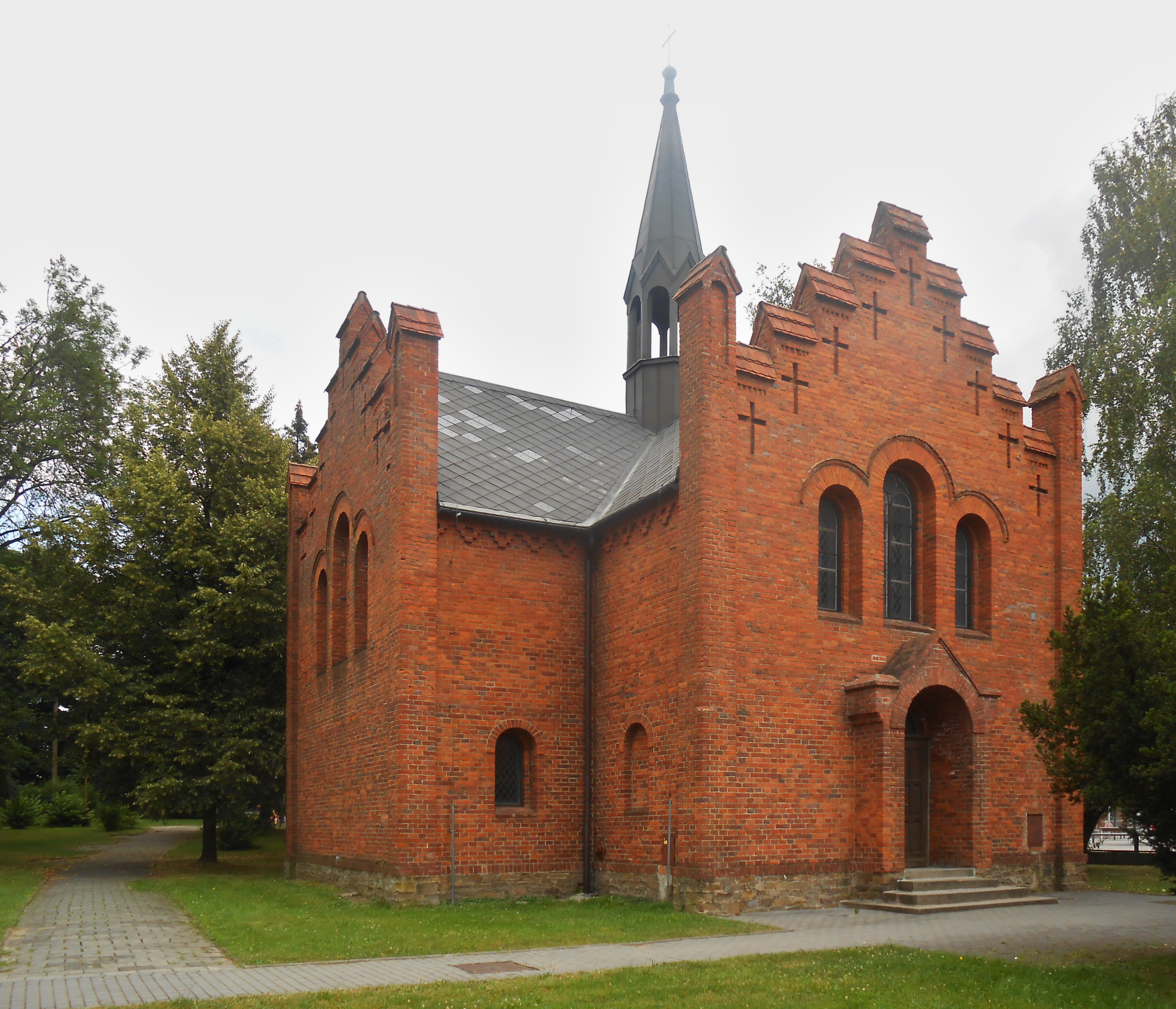
Evangelische Kirche

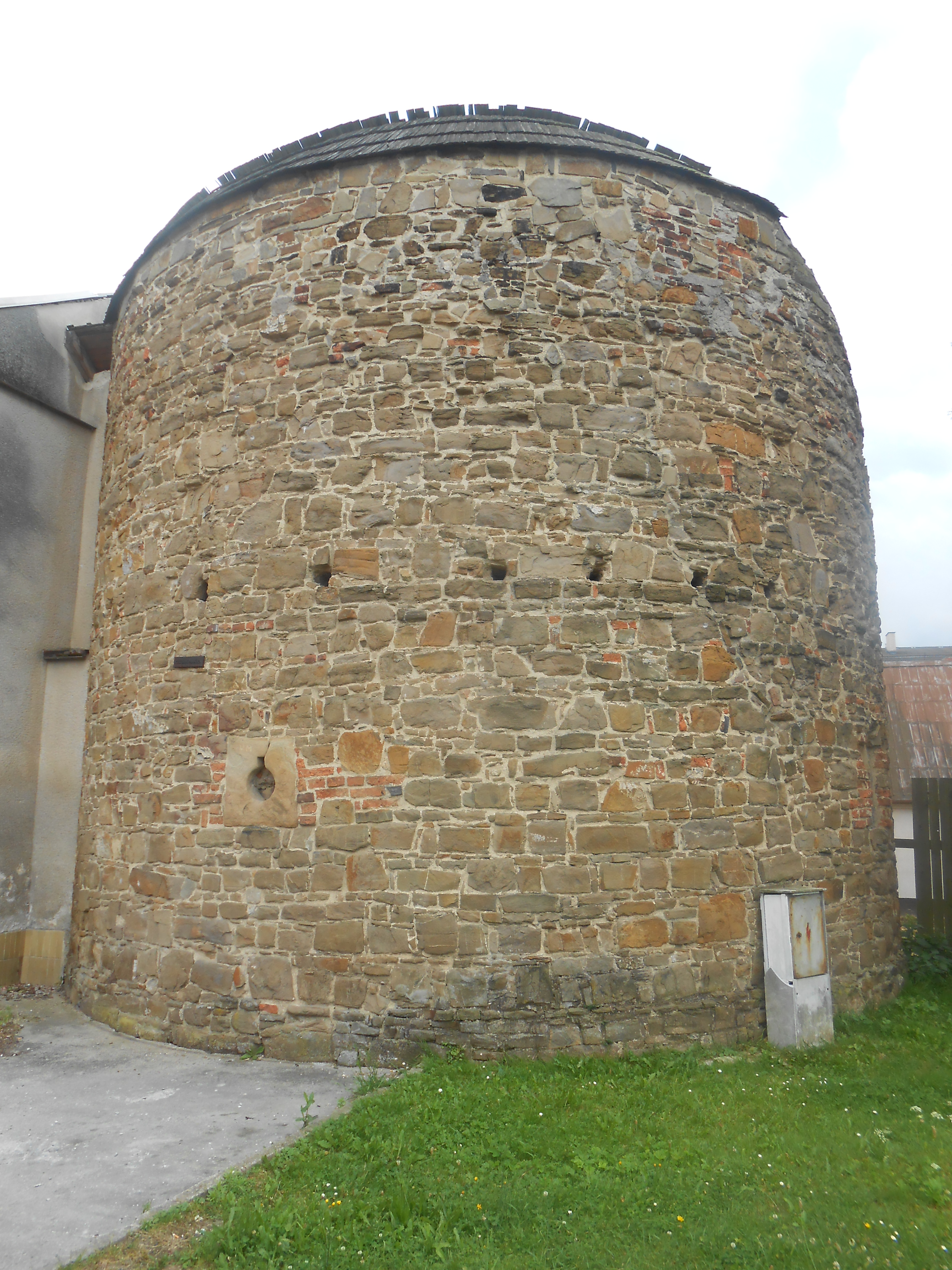
Bastion der Stadtbefestigung

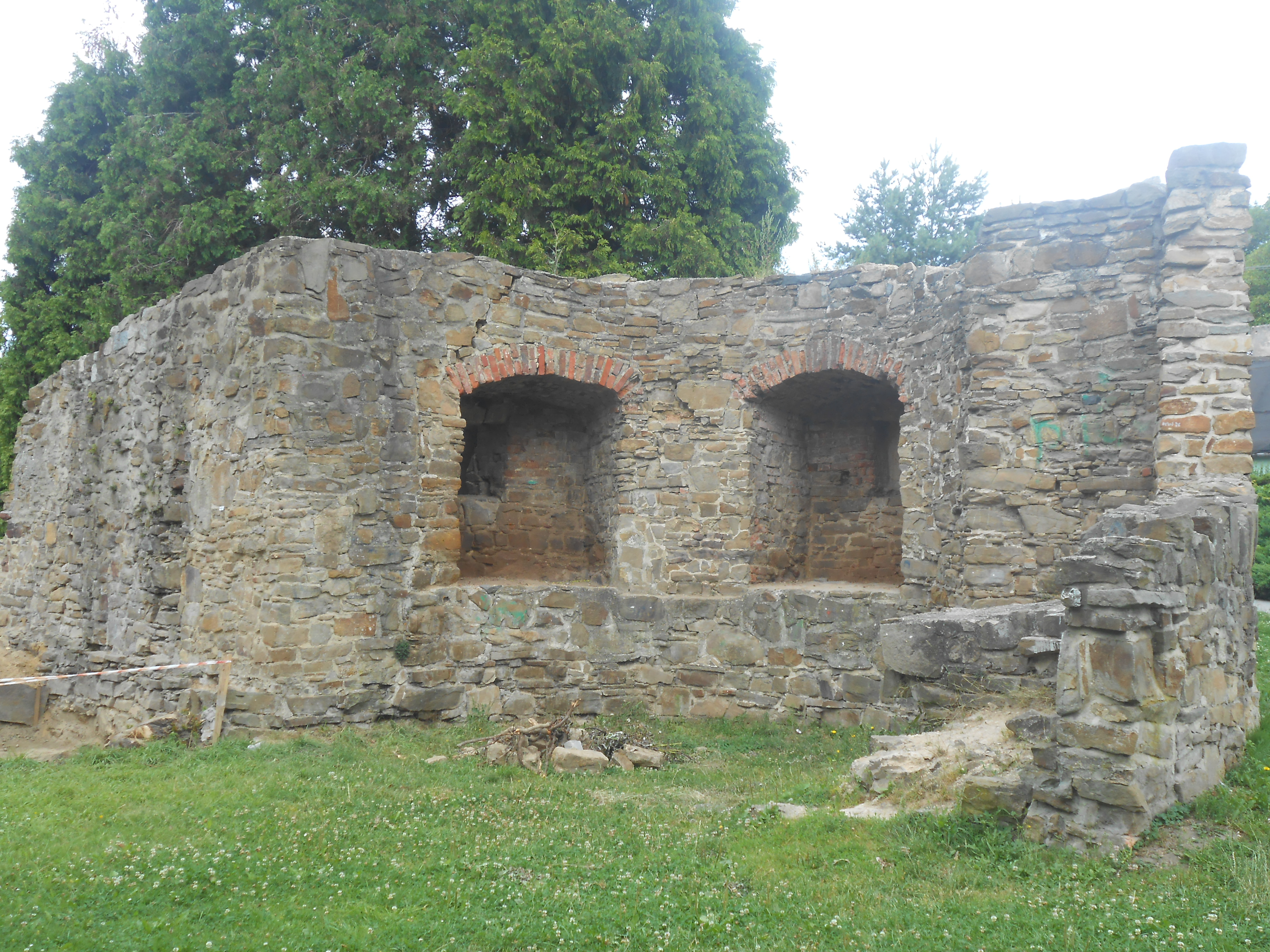
Reste der mittelalterlichen Stadtmauer

Die Stadt Hlučín besteht aus den Ortsteilen Bobrovníky (Bobrownik), Darkovičky (Klein Darkowitz) und Hlučín (Hultschin), die zugleich auch Katastralbezirke bilden.  Grundsiedlungseinheiten sind Bobrovníky, Darkovičky, Davidka (Dawidka), Hlučín-střed, Hornická, Jasénky (Jassenka), Jezero, Malánky (Malanken), Markvartovická, Nový Stav, Polanské (Kolonie Klingebeutel), Rovniny, Severní, Staré Rovniny (Rownin), U Darkoviček, U domu kultury, U Mýta, Vinná Hora (Weinberg), Vinohradská, Vrablovec (Wrablowetz) und Za statkem.

## Geschichte
Die Gründung der Stadt erfolgte wahrscheinlich im Zuge der deutschen Besiedlung der nördlich gelegenen Wälder um 1250. Als Gründer der mährischen Mediatstadt mit Leobschützer Stadtrechten wird Ottokar II. angesehen. Erstmals schriftlich erwähnt wurde die Stadt am 28. Januar 1303, als der Grundherr, Siffrid von Baruth auf Landek, den Bürgern einen hinter der Stadt an der Oppa gelegenen Acker, der ihnen bereits von Ottokar II. verliehen worden war, als Viehweide schenkte. Die Stadt wies regelmäßige Strukturen auf, deren Mittelpunkt der quadratische Ring bildete. Die Stadtpfarrkirche entstand 1378.
Im 15. Jahrhundert entstand am westlichen Stadtrand eine Feste, die später zum Schloss ausgebaut wurde und nach der Zerstörung der Burg Landek deren Funktion als Herrschaftssitz übernahm. Ab dem 15. Jahrhundert wurde die Bevölkerung der Stadt durch Zuzug überwiegend mährischsprachig. Nach 1500 erfolgte die Ummauerung von Hultschin, das drei Stadttore besaß. Diese waren das Odertor, auch Ostrauer Tor, das Niedertor, auch Troppauer Tor, sowie das Neutor bzw. Ratiborer Tor.
In ihrer Geschichte befand sich die Stadt Hultschin, die seit der Begründung zum Herzogtum Troppau gehörte, im Besitz verschiedener Adelsgeschlechter. Seit 1439 waren dies mit Unterbrechungen die Grafen von Würben und Freudenthal, deren Herrschaft 1657 endete. Während dieser Zeit lagen auch die Herrschaftsperioden derer von Welczek und von Zwole, wobei letztere die Stadt ummauern ließen. Nach den von Würben folgten bis 1727 die Grafen von Gaschin. Letzte Inhaber stellten ab 1845 die Rothschild aus Wien dar.
Im 18. Jahrhundert gehörte Hultschin zur Steuerrätlichen Inspektion in Neustadt O.S. Mit der Teilung Schlesiens von 1742 wurde Hultschin preußisch. Die neue Grenze zu Österreich bildete die Oppa und verlief südlich der Stadt. Hultschin war Teil des Kreises Leobschütz und wurde 1816 bei der Kreisreform dem Landkreis Ratibor zugeordnet. Ihre Einwohner waren Tuchmacher, Leineweber, Schuhmacher und Ackerbürger. In der Stadt gab es eine Synagoge.
1911 wurde Langendorf eingemeindet.
Im Jahr 1913 erhielt Hultschin einen Bahnhof an der Nebenbahn Annaberg–Deutsch Krawarn.
Durch den Vertrag von Versailles kam die Stadt 1920 zur Tschechoslowakei, obwohl sich im Jahr zuvor bei einer Volksbefragung auch die mährischsprachige Bevölkerung eindeutig für einen Verbleib bei Deutschland ausgesprochen hatte. Für das Abtretungsgebiet entstand die Bezeichnung Hultschiner Ländchen und Hultschin wurde Kreisstadt im Land Schlesien (ab 1928 Mähren-Schlesien) der Tschechoslowakei. Das Gebiet wurde am 15. April 1939 wieder in den preußischen Landkreis Ratibor eingegliedert, nachdem es aufgrund des Münchner Abkommens bereits seit Oktober 1938 zum Sudetenland und formell ab 21. November 1938 zum Deutschen Reich gehört hatte. 1945 kam Hlučín zurück zur Tschechoslowakei und wurde erneut Kreisstadt. Im Jahre 1960 erfolgte die Auflösung des Okres Hlučín.
In der Stadt gibt es ein deutschböhmisches Begegnungszentrum.

## Bevölkerung
Bevölkerungsentwicklung bis 1945
| Jahr | Einwohner |
| ---- | --------- |
| 1787 | 1.100     |
| 1815 | 1.813     |
| 1905 | 2.942     |
| 1939 | 4.820     |

Bevölkerungsentwicklung nach Ende des Zweiten Weltkriegs
(Stand: 31.12. des jeweiligen Jahres)
| Jahr | Einwohner |
| ---- | --------- |
| 1964 | 09.946    |
| 1970 | 12.717    |
| 1980 | 22.798    |
| 1990 | 22.803    |

| Jahr | Einwohner |
| ---- | --------- |
| 2000 | 14.627    |
| 2010 | 14.258    |
| 2020 | 13.805    |
| 2022 | 13.506    |

## Städtepartnerschaften
- Namysłów, Polen
- Nebelschütz, Deutschland
- Ružomberok, Slowakei

## Sehenswürdigkeiten
- Schloss Hlučín, erbaut Anfang des 16. Jahrhunderts mit einem gotischen Portal
- Stadtkirche Johannes der Täufer
- Evangelische Kirche, neuromanischer Backsteinbau von 1862
- Museum des Hultschiner Ländchens
- Reste der mittelalterlichen Stadtbefestigung mit zwei erhaltenen Bastionen
- Drei Infanteriewerke (Bunker) des Tschechoslowakischen Walls im Wald bei Darkovičky. Die zwischen 1936 und 1938 errichteten Anlagen vom Typ MO-22, MO-23 und MO-24 sind vom April bis Oktober jeweils vom Donnerstag bis Sonntag begehbar.
- Baggersee Hlučínské jezero südwestlich der Stadt, als Erholungsgebiet ausgebaut

## Söhne und Töchter der Stadt
- Pavel Josef Vejvanovský (1639/40–1693), Komponist
- Bohumil Hynek Bílovský (1659–1725), Schriftsteller
- Thomas Lastuvka Xaver (1688–1747), Schriftsteller
- Karl Johannes Ferdinand Wazlawik (* 10. Januar 1700[10]; † 1784 in Olmütz), Wissenschaftler, Theologe und Abt des Klosters Heiligenberg (Svatý Kopeček)
- Augustin Kaluža (1776–1836)[11], Gymnasiallehrer und Botaniker
- Alois Hrusik (1779–1860), Philosoph
- Johannes Janda (1827–1875), Bildhauer des Klassizismus
- Johannes Bochenek (1831–1909), Maler
- Richard Gillar (1855–1939), Autor, Chorrektor und Organist in Beuthen. Er gab 1895 ein Gesangbuch für die polnische Bevölkerung und ein zugehöriges Choralbuch heraus.
- Adolf Jarislowsky (1855–1933), Bankier
- Joseph Bitta (1856–1932), Politiker des Zentrums
- Paul Blaschke (1885–1969), Breslauer Domkapellmeister
- Wilhelm Balarin (1894–1978), Maler
- Emanuel Schäfer (1900–1974), Jurist und SS-Offizier
- Johannes Maier-Hultschin (1901–1958), Journalist
- Jörn Bethge (1911–1982), deutscher Chirurg und Hochschullehrer
- Norbert Studnitzky (* 1936), Komponist, Arrangeur und Dirigent
- Jiří Pavlenka (* 1992), Fußballspieler